# OB I/B. Bajnokság
Die OB I/B. Bajnokság war die zweithöchste Eishockeyliga in Ungarn. Einzig die OB I Bajnokság stand über der OB I/B Bajnokság. 2013 wurde der Spielbetrieb der zweiten Liga eingestellt.

## Teilnehmer 2012/13
- Debreceni HK
- Dunaújváros II
- Tisza Volán SC